# The Invisible
The Invisible is een Amerikaanse dramafilm uit 2007 met bovennatuurlijke elementen. Regisseur David S. Goyer baseerde de productie op het boek Den Osynlige van de Zweed Mats Wahl, eerder in 2002 in het Zweeds verfilmd als Den Osynlige.

## Verhaal
Nick Powell (Justin Chatwin) en Pete Egan (Chris Marquette) staan op het punt af te studeren. Terwijl Powell met heel andere dingen bezig is, wordt Egan het vuur aan de schenen gelegd door de harde Annie Newton (Margarita Levieva) en haar vrienden, aan wie hij nog geld schuldig is. Newton leeft thuis in onmin met haar vader en zijn nieuwe vriendin en is hard bezig om zich steeds verder op het criminele pad te begeven. Terwijl haar vriend Marcus Bohem (Alex O'Loughlin) een auto steelt, ziet ze haar kans schoon om de winkelruit van een juwelier in te gooien en haar tas vol te laden met waar uit de winkel. Deze verstopt ze op school in haar kluisje, terwijl Egan haar gadeslaat.
Wat Newton niet weet is dat Bohem haar verraden heeft aan de politie omdat ze weigerde de tas met gestolen spullen in zijn huis achter te laten. Ze wordt opgepakt door de politie en zint bij haar terugkeer op wraak op Egan waarvan ze denkt dat hij haar erbij gelapt heeft. Powell heeft inmiddels aan Egan vertelt dat hij die avond het vliegtuig naar Londen neemt om daar een schrijfopleiding te gaan volgen. Hij is niet van plan zijn moeder Diane (Marcia Gay Harden) daarover in te lichten voor hij vertrokken is, zodat ze hem niet kan tegenhouden. Bovendien heeft hij sinds de dood van zijn vader niet het idee dat het zijn moeder allemaal erg veel kan schelen.
Wanneer Powell vertrokken is bij Egan, komt Newton met twee vrienden verhaal halen. Uit angst nog langer geschopt en geslagen te worden zegt Egan dat niet hij haar verraden heeft, maar Powell. Hij denkt dat die al onderweg is naar Londen en daarom toch veilig. Powell wordt niettemin onderschept door Newtons groep - die Egan bij zich heeft - en finaal in elkaar geslagen. Na haar laatste klap met een stuk hout stopt hij met bewegen en ademen. In paniek gooien ze zijn lichaam in een put en spreken af erover te zwijgen, omdat ieder de anderen erbij kan lappen.
Powell vertrekt de volgende morgen nietsvermoedend uit het bos en naar zijn eerste lesuur. Hij lijkt door iedereen straal genegeerd te worden, wanneer iedereen tegen hem opbotst en praat alsof hij er niet bij is. Langzaam dringt het tot hem door dat hij niet langer in levenden lijve aanwezig is, waarop hij - onzichtbaar voor iedereen - zijn oor te luister gaat leggen bij de betrokkenen rond zijn verdwijning om er achter te komen waarom hem dit overkomen is. Hierbij komt hij zowel achter de ware aard van verschillende mensen als dat hij hoort hoe mensen over hem praten wanneer hij er niet bij is.

## Rolverdeling
| Acteur              | Personage                |
| ------------------- | ------------------------ |
| Justin Chatwin      | Nick Powell              |
| Margarita Levieva   | Annie Newton             |
| Marcia Gay Harden   | Diane Powell             |
| Chris Marquette     | Pete Egan                |
| Alex O'Loughlin     | Marcus Bohem             |
| Callum Keith Rennie | rechercheur Brian Larson |
| Michelle Harrison   | rechercheur Kate Tunney  |
| Ryan Kennedy        | Matty                    |
| Andrew Francis      | Dean                     |
| Tania Saulnier      | Suzie                    |
| P. Lynn Johnson     | Sharon Egan              |
| Serge Houde         | Martin Egan              |
| Desiree Zurowski    | Lindy Newton             |
| Mark Houghton       | Jack Newton              |
| Alex Ferris         | Victor Newton            |